# قرار مجلس الأمن التابع للأمم المتحدة رقم 478
قرار مجلس الأمن التابع للأمم المتحدة رقم 478، الذي اعتمد في 20 أغسطس 1980، هو واحد من سبعة قرارات صادرة عن الأمم المتحدة أدانت فيها محاولة إسرائيل ضم القدس الشرقية. وعلى وجه الخصوص، يلاحظ قرار مجلس الأمن الدولي 478 عدم امتثال إسرائيل لقرار مجلس الأمن الدولي 476 وأدان قانون القدس لعام 1980 الذي أعلن أن القدس هي عاصمة إسرائيل "الكاملة والموحدة"، باعتباره انتهاكًا للقانون الدولي. وينص القرار على أن المجلس لن يعترف بهذا القانون، ويدعو الدول الأعضاء إلى قبول قرار المجلس. ويدعو هذا القرار أيضًا الدول الأعضاء إلى سحب بعثاتها الدبلوماسية من المدينة.
وقد صدر القرار بأغلبية 14 صوتًا مقابل لا شيء مع امتناع الولايات المتحدة عن التصويت.